# Bricoman
Bricoman est une enseigne de distribution spécialisée dans les matériaux et l'outillage pour la construction et la rénovation exploitée par la société du même nom. Créée en 1998, l'enseigne est à l'origine spécialisée dans la grande distribution bricolage avec une offre discount. Elle fait désormais partie du Pôle Professionnel du groupe Adeo depuis 2014.

## Historique
- 1979 : le groupe Louis Delhaize ouvre le premier Bricoman à Châtelineau (Hainaut, Belgique)
- 1994 : revente de l'enseigne au groupe Leroy Merlin[4]
- 1998 : création de l'entreprise Bricoman en France[4]
- 1999 : ouverture du 1er magasin-dépôt à Lyon
- 2004 : lancement de Bricoman Espagne (Bricomart)
- 2006 : ouverture du premier magasin espagnol à Séville
- 2007 : ouverture du premier magasin polonais à Varsovie
- 2008 : Ouverture du premier magasin italien à Cagliari
- 2015 : Bricoman France, opère un repositionnement stratégique et devient une enseigne à destination des professionnels.
- 2016 : ouverture des magasins de Toulon, Soissons, Caen, Clermont-Ferrand.
- 2017 : 1re participation pour Bricoman au Mondial[5][source insuffisante] du bâtiment, salon 100% professionnel
- 2017 : Bricoman annonce la fermeture de 4 magasins dont 2 en Alsace, ceux de Sausheim et Brumath, ainsi que Laval et Pontault-Combault.
- 2018 : ouverture du premier magasin brésilien à São Paulo

## Identité visuelle

Logos
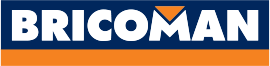
Logo de BRICOMAN(De 1998 à 2018)
Logo de BRICOMAN(Depuis 2018)
Logo Bricoman en 2021 variation du logo sur le site internet carrière de Bricoman